# 奋斗桥 (哈尔滨)
奋斗桥位于中国黑龙江省哈尔滨市南岗区，桥一侧为儿童公园，另一侧为俄罗斯河园，是跨越马家沟河的一座桥梁。

## 历史
奋斗桥于1898年开工，1901年通车。最初命名为马家沟河东大桥，1925年改称义州桥，1940年8月6日桥梁倒塌，1941年重新建成，1958年改为现在名称。连接果戈里大街。1968年对大桥进行了一次大修，2012年7月再次对大桥进行修补。
大桥全长25米，宽25米，双向4车道。